# Chisato Okai
Chisato Okai (岡井千聖, Okai Chisato), née le 21 juin 1994 à Saitama (Japon) est une idole japonaise et chanteuse de J-pop faisant partie du groupe °C-ute au sein du Hello! Project.

## Biographie
Chisato Okai débute en 2002, sélectionnée avec le Hello! Project Kids. Elle débute avec le groupe d'idoles °C-ute en 2005, et fait aussi partie des groupes temporaires H.P. All Stars dès 2004, Athena & Robikerottsu en 2007, et Tanpopo # en 2009. Elle fait aussi partie de l'équipe de futsal du H!P Gatas Brilhantes H.P. depuis 2007. Fin 2010, elle sort ses premiers photobook, DVD, et single digital en solo, une reprise de Love Namida Iro d'Aya Matsūra.
Elle a la particularité de se filmer en privé en train de danser et chanter en solo sur des chansons du Hello! Project, à l'instar de ses fans, pour poster ces vidéos sur la chaine YouTube de son groupe ; la première d'entre elles, exécutée sur Dance de Bakōn!, y sera vue plus d'un million de fois en quelques mois.
En mai 2016, Chisato Okai a dû suspendre temporairement ses activités avec son groupe afin de suivre un traitement médical en raison d'un nodule aux cordes vocales.
Cute se sépare en juin 2017 ; Okai est alors transférée le mois suivant du Hello! Project au M-line club où elle continue sa carrière, comme trois autres membres du groupe.

## Groupes
Au sein du Hello! Project
- Hello! Project Kids (2002–)
- H.P. All Stars (2004)
- Hello! Project Akagumi (2005)
- °C-ute (2005–)
- Wonderful Hearts (2006–2009)
- Athena & Robikerottsu (2007-2008)
- Tanpopo # (2009)
- Ganbarou Nippon Ai wa Katsu Singers (2011)
- Bekimasu (2011)
- Hello! Project Mobekimasu (2011)
- Mellowquad (2013)
- Triplet (2014)

## Discographie

### Avec °C-ute
Albums
- 25 octobre 2006 : Cutie Queen Vol. 1
- 18 avril 2007 : 2 Mini ~Ikiru to Iu Chikara~
- 12 mars 2008 : 3rd ~Love Escalation!~
- 28 janvier 2009 : 4 Akogare My Star
- 18 novembre 2009 : Cute Nan Desu! Zen Single Atsumechaimashita! 1
- 24 février 2010 : Shocking 5
- 6 avril 2011 : Chō Wonderful 6
- 8 février 2012 : Dai Nana Shō Utsukushikutte Gomen ne
- 21 novembre 2012 : 2 °C-ute Shinsei Naru Best Album
- 4 septembre 2013 : 8 Queen of J-Pop
- 23 décembre 2015 : Cmaj9
- 3 mai 2017 : Complete Single Collection

Singles
- 6 mai 2006 : Massara Blue Jeans
- 3 juin 2006 : Soku Dakishimete
- 9 juillet 2006 : Ōkina Ai de Motenashite
- 29 juillet 2006 : Wakkyanai (Z)
- 21 février 2007 : Sakura Chirari
- 11 juillet 2007 : Meguru Koi no Kisetsu
- 17 octobre 2007 : Tokaikko Junjō
- 27 février 2008 : Lalala Shiawase no Uta
- 20 mars 2008 : Koero! Rakuten Eagles
- 23 avril 2008 : Namida no Iro
- 30 juillet 2008 : Edo no Temari Uta II
- 26 novembre 2008 : 'Forever Love
- 15 avril 2009 : Bye Bye Bye!
- 1er juillet 2009 : Shochū Omimai Mōshiagemasu
- 16 septembre 2009 : Everyday Zekkōchō!!
- 6 janvier 2010 : Shock!
- 28 avril 2010 : Campus Life ~Umarete Kite Yokatta~
- 25 août 2010 : Dance de Bakōn!
- 13 octobre 2010 : Akuma de Cute na Seishun Graffiti
- 1er décembre 2010 : Aitai Lonely Christmas
- 23 février 2011 : Kiss Me Aishiteru
- 25 mai 2011 : Momoiro Sparkling
- 7 septembre 2011 : Sekaiichi Happy na Onna no Ko
- 18 avril 2012 : Kimi wa Jitensha Watashi wa Densha de Kitaku
- 5 septembre 2012 : Aitai Aitai Aitai na
- 6 février 2013 : Kono Machi
- 3 avril 2013 : Crazy Kanzen na Otona
- 10 juillet 2013 : Kanashiki Amefuri / Adam to Eve no Dilemma
- 6 novembre 2013 : Tokai no Hitorigurashi / Aitte Motto Zanshin
- 5 mars 2014 : Kokoro no Sakebi o Uta ni Shitemita / Love Take It All
- 16 juillet 2014 : The Power / Kanashiki Heaven (Single Version)
- 19 novembre 2014 : I Miss You / The Future
- 1er avril 2015 : The Middle Management ~Josei Chūkan Kanrishoku~ / Gamusha Life / Tsugi no Kado wo Magare
- 28 octobre 2015 : Arigatō ~Mugen no Yell~ / Arashi wo Okosunda Exciting Fight!
- 20 avril 2016 : Jinsei wa Step / Hito wa Naze Arasoun Darō / Summer Wind
- 2 novembre 2016 : Mugen Climax / Ai wa Maru de Seidenki / Singing ~Ano Koro no You ni~
- 29 mars 2017 : To Tomorrow / Final Squall / The Curtain Rises

### Autres participations
Singles
- 1er décembre 2004 : All for One & One for All! (avec H.P. All Stars)
- 14 novembre 2007 : Shōri no Big Wave! (avec Athena & Robikerottsu)
- 14 février 2008 : Seishun! Love Lunch (avec Athena & Robikerottsu)
- 22 juin 2011 : Ai wa Katsu (avec Ganbarou Nippon Ai wa Katsu Singers)
- 6 août 2011 :  Makeru na Wasshoi! (avec Bekimasu), sortie limitée et ré-éditée le 21 décembre 2011
- 16 novembre 2011 : Busu ni Naranai Tetsugaku (avec Hello! Project Mobekimasu)
- 7 août 2013 : Lady Mermaid / Eiya-sa! Brother / Kaigan Shisou Danshi (avec Dia Lady, Mellowquad, HI-FIN)
- 24 avril 2014 : Aa, Subarashiki Hibi yo / Dream Last Train / Kodachi wo Nukeru Kaze no You ni (嗚呼、素晴らしき日々よ / Dream Last Train / 木立を抜ける風のように?) (avec Sato no Akari / Triplet / ODATOMO)

### Autres chansons
- 15 juillet 2009 : Akai Sweet Pea (Chanpuru 1 ~Happy Marriage Song Cover Shū~) du Hello! Project avec Tanpopo #
- 5 novembre 2009 : Umbrella (Petit Best 10) du Hello! Project avec Tanpopo #

## Filmographie
Films
- 15 décembre 2002 : Koinu Dan no Monogatari (仔犬ダンの物語)
- 2004 : Hotaru no Hoshi (ほたるの星)
- 2011 : Ousama Game (王様ゲーム) (Maruoka Kaori)
- 29 octobre 2011 : Gomen-nasai (ゴメンナサイ)

Dramas
- 2011 : Tokusou Shirei! Aichi Police (特捜指令！アイチ★ポリス) (Mai)
- 2012 : Suugaku♥Joushi Gakuen (数学♥女子学園)

Internet
- 2011 : Michishige Sayumi no "Mobekimasutte Nani??" (道重さゆみの『モベキマスってなに？？』)

## Divers
Programmes TV
- 2002–2007 : Hello! Morning (ハロー! モーニング)
- 2007–2008 : Haromoni@ (ハロモニ@)
- 2008 : Berikyuu! (ベリキュー!)
- 2008–2009 : Yorosen! (よろセン!)
- 2010–2011 : Bijo Gaku (美女学)
- 2011–2012 : HELLOPRO! TIME (ハロプロ！ＴＩＭＥ)
- 2012– : Hello! SATOYAMA Life (ハロー！ＳＡＴＯＹＡＭＡライフ)

DVD
- 22 décembre 2010 : Chissaa (ちっさー)
- 25 février 2011 : Solo Live 2011 Vol.1 ~Kaisha de Odottemita!~ Live in Heaven (会社で踊ってみた)
- 18 avril 2011 : Solo Live 2011 Vol.2 ~Hanzomon de Odottemita!!~ (半蔵門で踊ってみた)
- 9 décembre 2011 : IMP. GIRL

Comédies musicales et théâtres
- 2011 : 1974 (Ikunayo) (1974(イクナヨ))
- 2012 : STRONGER (ストロンガー)
- 2012 : Theater in The Round (青山円形劇場)

Photobooks
- 24 décembre 2010 : Chisato (千里)